# البوهيمي (بوغيرو)
البوهيمي هي لوحة زيتية للرسام الفرنسي ويليام بوغيرو. اللوحة كانت مملوكة لمعهد مينيابوليس للفنون حتى عام 2004 عندما بيعت بالمزاد العلني من قبل دار كريستيز.